# Dag van het Levenslied
De Dag van het Levenslied is een jaarlijks muziekfestival in de Nederlandse stad Nijmegen dat sinds 1983 georganiseerd wordt en tot 1995 plaatsvond op bevrijdingsdag, sindsdien op Moederdag. Smartlappen en het Nederlandse levenslied zijn de hoofdgenres van het gratis festival.
De aanzet werd in 1982 gegeven met de opening van het Steigertheater aan de Fortstraat in Nijmegen. Hier werd de Dag van het Levenslied in 1983 als activiteit geïntroduceerd. De eerste editie vond plaats in het theatercafé en hierna werd tot 1990 de theaterzaal gebruikt en ook een podium buiten het theater. Sinds 1991 wordt de Dag van het Levenslied op het Valkhof gehouden. Tot en met 1995 was de vaste datum 5 mei aangezien bevrijdingsdag tot en met dat jaar een vaste vrije dag was. Dit werd veranderd naar eens in de vijf jaar een vrije dag en het festival verhuisde daarom naar Moederdag, de tweede zondag in mei. Naast bekende artiesten treden er ook veel minder bekende artiesten op en tevens zijn er meerdere voorrondes voor een optreden op de Dag van het Levenslied.